# Rana psaltes
Rana psaltes é uma espécie de anfíbio da família Ranidae.
Pode ser encontrada nos seguintes países: Japão e Taiwan.
Os seus habitats naturais são: florestas subtropicais ou tropicais húmidas de baixa altitude, campos de gramíneas de baixa altitude subtropicais ou tropicais sazonalmente húmidos ou inundados, pântanos, marismas de água doce e canals e valas.
Está ameaçada por perda de habitat.